# Vattenturbin

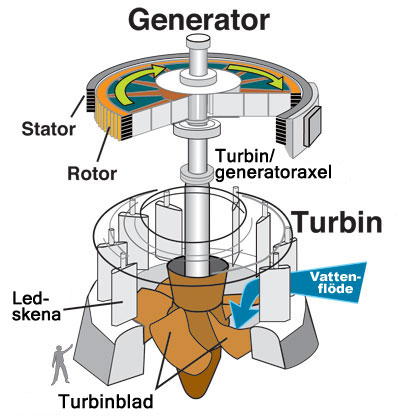
Kaplanturbin med generator.

Vattenturbin är en turbin som utvinner energi ur vatten i rörelse. Den används framför allt för elproduktion i vattenkraftverk. Det finns flera olika typer av vattenturbiner. Peltonturbin, kaplanturbin och francisturbin är vanliga konstruktioner som alla har särdrag som gör att de passar vid olika vattenflöden och fallhöjder.
- Peltonturbin: Låga vattenflöden och höga fallhöjder (200 meter eller mera[1])
- Francisturbin: Medelhöga vattenflöden och medelhöga fallhöjder (från 40 till 500 meter[1][2])
- Kaplanturbin: Höga vattenflöden och låga fallhöjder (upp till 60 meter[1])

Kaplanturbinen är den enda med rörliga löphjulsskovlar.
I början av 1900-talet kallades vattenturbiner och vattenhjul med ett gemensamt ord för vattenmotorer.

## Vattenturbinanläggning
En vattenmassa som befinner sig på en högre nivå än omgivningens har potentiell energi (lägesenergi). Omvandlingen av denna lägesenergi i arbete, oftast för drift av elgeneratorer, sker i vattenkraftverk
Huvudkomponenterna i ett vattenkraftverk är:
- Övre magasinet där de tillrinnande vattenmassorna samlas
- Tilloppsledningen som för vattnet till vattenmotorn
- Vattenmotor (till exempel turbin) som omvandlar till arbete den i vattnet tillgängliga energin.
- Avloppsledningen, som transporterar vattnet från vattenmotorns avlopp till det nedre magasiner
- Nedre magasinet

Under rörelsen utför tilloppsledningen omvandlas en del av vattnets ursprungliga lägesenergi till tryck- och rörelseenergi. Vattenmotorer är således maskiner avsedda att till arbete omvandla den energi som, enligt Bernoullis ekvation, en vattenmassa kan ha i form av läges-, tryck- och rörelseenergi.
De först kända vattenmotorerna är skvaltan och vattenhjulet där man tar tillvara huvudsakligen vattnets lägesenergi. De används sällan i dag. Vid skvaltor och vattenturbiner är vattnets ursprungliga lägesenergi helt eller nästan helt omvandlat till rörelseenergi när det träffar skovlarna. Källan till den energimängd som är omvandlingsbar till arbete i en vattenmassa som, på lämplig höjd, är tillgängliga i naturen.
Dessa energiresurser är en följd av naturens kretslopp. Med hjälp av huvudsakligen solstrålningen avdunstar från jordytan enorma mängder av vatten. När vattenångor stiger till atmosfären ökar dess lägesenergi, av vilken en del sedermera förbrukas under fallet till jordytan i form av regn och en del återfinns i form av läges- och rörelseenergi i exempelvis flodvatten. Det beskrivna förloppet upprätthålles således av solenergin.
Av de båda nämnda energiformerna hos vattenströmmar på jordytan är lägesenergin den viktigaste, vilket framgår av att flodvattnets hastighet sällan överstiger 6 m/s.
I allmänhet sjunker flodvattnets hastighet under sin rörelse nedströms, samtidig som lägesenergin minskar. Det är bland annat friktionsförlusterna, virvlar, erosionsarbete i flodbädden och vidgning av flodfåran som förorsakar minskningen av vattenströmmens rörelseenergi.
Flera möjligheter erbjudes för att minska dessa förluster. Man kan bygga en förbiledningstunnel eller kanal, av lämpligt tvärsnitt och ytbeläggning, med mindre lutning än flodfåran och på det viset bygga upp en nivåskillnad vid ett för en kraftstationsbyggnad lämpligt ställe.
En annan möjlighet är att sänka vattenhastigheten genom byggandet av en serie dammar som höjer vattennivån i flodbädden.
Under mycket gynnsamma förhållanden kan på detta sätt upptill 90-95 % av den naturliga fallhöjden blir tillgänglig vid kraftverket. Byggnadskostnaderna blir dock mycket stora.
Vid lokalisering och projektering av ett vattenkraftverk måste en rad olika faktorer beaktas:
- Den naturliga effekttillgången hos vattenströmmen i fråga. Som jämförelsetal används ofta kW/km.
- Det geografiska läget i förhållande till andra kraftverk, el-transmissionslinjer och förbrukare.
- Topografiska och geologiska förhållanden hos omgivningen.
- Påverkan på omgivningen (markskador, byggnader, kommunikationer, flottning, fiske, betesmarker).
- Andra befintliga vattenbyggnader (bevattningsanläggningar, pumpstationer, skyddsvallar, etc)
- Vattenbyggnader för elkraftproduktion kan eventuellt samordnas med vattenbyggnader för andra ändamål (bevattningsanläggningar, navigering av älv sträckor, vattentillförsel till samhället med mera.

Vattentillgången kan variera avsevärt under årets lopp. I Sverige är vattenföringen i älvarna under perioden maj-juli (vårflöden) mycket större än under resten av året. Behovet av elkraft är däremot störst vintertid.
Även flerårsreglering, då vattnet sparas i stora magasin från ett år till ett annat, och dygnsreglering, då vattnet tappas ur magasinet under de timmar belastningen är hög och sparas vid låg belastning, förekommer.
Magasin för års- eller flerårsreglering placeras gärna längst upp i älvsystemen.
De totala kostnaderna för ett vattenkraftverk av given kapacitet ökar om det består av ett större antal mindre aggregat. Dessutom är verkningsgraden för stora turbiner och el-generatorer högre än för små enheter.
Ett mindre antal stora aggregat kan användas om vattenföringen och/eller elkraftbehovet är någorlunda konstant. Vid stora variationer i vattentillrinning kan ett större antal mindre enheter ge en bättre verkningsgrad.

### Grundbegrepp
Det arbete som teoretisk kan uträttas vid tömning av ett vattenmagasin med vattenmassa m är i enlighet med mekanikens lagar 
{\displaystyle E_{0}=mgH_{0}}
där {\displaystyle H_{0}} = höjd av vattenmassans tyngdpunkt ovanför nollnivån.
Detta är under förutsättning att vattenmassans rörelseenergi är noll vid starten och vid slutpunkten (nollnivån)
Om däremot vattennivån i magasinet hålles konstant blir det möjliga arbetsuttaget under samma förutsättningar som ovan:
{\displaystyle E_{br}=mgH_{br}}
Skillnaden mellan dessa energimängder föranledes av att, i det förstnämnda fallet, när magasinet tömmes, minskar vätsketrycket undan för undan, medan i andra fallet vätsketrycket hålles konstant.
Turbinens uppgift är att från vätskeströmmen bortförda en viss mängd energi och omvandla den i arbete.
Tillämpning av energiekvationen (Bernoullis ekvation) mellan två punkter, mellan vilka turbin är installerad, ger 
{\displaystyle p_{1}+\rho gh_{1}+\rho c_{1}^{2}/2=\Delta p_{turbin}+p_{2}+\rho gh_{2}+\rho c_{2}^{2}/2+\Delta p_{f12}}
{\displaystyle p=} statiskt tryck
{\displaystyle \rho gh=} lägestryck
{\displaystyle \rho c^{2}/2=} dynamiskt tryck
Termen {\displaystyle \Delta p_{turbin}} på högra sidan anger den energimängd som turbinen har bortfört från vätskeströmmen och termen {\displaystyle \Delta p_{f12}} beskriver friktionsförluster.
Ekvationen kan omskrivas som
{\displaystyle \Delta p_{turbin}=p_{1}-p_{2}+\rho g(h_{1}-h_{2})+\rho (c_{1}^{2}-c_{2}^{2})/2-\Delta p_{f12}}
Skriven i sorten "energi per massenhet” exempelvis N m/kg, blir ovanstående ekvation
{\displaystyle e_{turbin}=(p_{1}-p_{2})/\rho +g(h_{1}-h_{2})+(c_{1}^{2}-c_{2}^{2})/2-e_{f12}}
Med
{\displaystyle e_{turbin}=\Delta p_{turbin}/\rho =} det i turbinen per massenhet uträttade arbetet
och
{\displaystyle e_{f12}=\Delta p_{f12}/\rho =} friktionsförluster mellan 1 och 2
Skrives nu ekvationen i höjdform med antagandet att {\displaystyle p_{1}=p_{2}=p_{atm}} erhålles turbinens nettofallhöjd {\displaystyle H}, dvs den fallhöjd som är disponibel för bearbetning i turbinen,
{\displaystyle H=H_{br}+(c_{1}^{2}-c_{2}^{2})/2g-h_{f12}}
Där
{\displaystyle H_{br}=h_{1}-h_{2}=} bruttofallhöjd
{\displaystyle h_{f12}=h_{f1}+h_{f2}=} summan av förlusterna i tillops - avloppsledningar = {\displaystyle e_{f12}/g}
Nettoeffekten blir då
{\displaystyle P=\rho g{\dot {V}}H\eta _{tot}={\dot {m}}gH\eta _{tot}}
där
- {\displaystyle {\dot {V}}} = volymflödet
- {\displaystyle H} = nettofallhöjd
- {\displaystyle \rho }= vattnets densitet
- {\displaystyle g}= jordaccelerationen
- {\displaystyle \eta _{tot}} = turbinens verkningsgrad
- {\displaystyle {\dot {m}}}= massflöde ={\displaystyle \rho {\dot {V}}}

Förlusterna uppdelas på samma sätt som vid turbopumpar
Totalverkningsgraden kan skrivas som
{\displaystyle \eta _{tot}=\eta _{h}\eta _{v}\eta _{m}}
Med
{\displaystyle \eta _{h}=H_{teor}/H=(u_{1}c_{1u}-u_{2}c_{2u})/g/H}
Normalt är, vid dimensioneringslasten och stora maskiner,
- {\displaystyle \eta _{h}\approx }0,90-0,96
- {\displaystyle \eta _{v}\approx }0,980-0,995
- {\displaystyle \eta _{m}\approx }0,95-0,98

Uttrycket för specifika varvtalet 
{\displaystyle \eta _{q}=n*({\dot {V}}_{1/2})/H^{3/4}}
är exakt detsamma som för pumpar. För vattenturbiner är det dock vanligare att uttrycka det specifika varvtalet enligt följande:
{\displaystyle \eta _{Skw}=nP^{1/2}/H^{5/4}}
Med
{\displaystyle P}= turbineffekt i kW
{\displaystyle H}= fallhöjd i m
{\displaystyle n}= varv per minut
Sambandet mellan {\displaystyle n_{Skw}}  och  {\displaystyle n_{q}} är
{\displaystyle n_{Skw}=n(\rho gH{\dot {V}}/1000)^{1/2}/H^{5/4}=n(\rho g/1000)^{1/2}{\dot {V}}^{1/2}/H^{3/4}=3,13n_{q}}
{\displaystyle \rho } =1000 kg/m3
{\displaystyle g} =9,81 m/s2
Av ovanstående härledning framgår att specifika varvtalet uttryckt som {\displaystyle n_{s}} ej är lämpligt för pumpar, eftersom det är beroende av arbetsmediets densitet {\displaystyle \rho }. 
I litteraturen förekommer även det specifika varvtalet {\displaystyle n_{Shk}} med effekten {\displaystyle P} uttryckt i hk (hästkrafter). Sambandet mellan {\displaystyle n_{Shk}} och {\displaystyle n_{q}} blir då
{\displaystyle n_{Shk}=3,65*n_{q}}
Dessutom är
{\displaystyle n_{Skw}=0,858*n_{Shk}}  och  {\displaystyle n_{Shk}=1,166*n_{Skw}}

## Turbinekvationen
På inloppsidan är skovelvinkeln {\displaystyle \beta _{1}\leq 90^{\circ }} då skovlar med större inloppsvinklar har sämre verkningsgrad.
Turbomaskinernas huvudekvation för en vattenturbin
{\displaystyle Y=u_{1}c_{1u}-u_{2}c_{2u}}
där {\displaystyle Y} är teoretiskt arbete per massenhet (det så kallad specifika skovelarbetet) eller, vilket är detsamma, effekt per massflödesenhet det vill säga
{\displaystyle Y=P_{teor}/{\dot {m}}}
Vattenturbinernas teoretiska effekt per massflödesenhet kan skrivas i enlighet med ekvation som
{\displaystyle P_{teor}/{\dot {m}}=gH}
Kombinationen av ovannämnda uttryck för {\displaystyle Y} ger turbinekvationen
{\displaystyle gH=u_{1}c_{1u}-u_{2}c_{2u}}
som är ett samband mellan fallhöjden och hastighetstrianglarnas form.
Självfallet gäller ekvation även för aktionsturbiner (impulsturbiner). Att så är fallet kan visas genom att tillämpa uttrycket för strålkraften på en skovel, ekvation
{\displaystyle F_{u}={\dot {m}}(c_{1u}-c_{2u})}
För beräkning av effekten 
{\displaystyle P=F_{u}u={\dot {m}}u(c_{1u}-c_{2u})}
Med hjälp av ekvation för turbineffekt få
{\displaystyle gH=u(c_{1u}-c_{2u})}
som stämmer med ekvation för turbiner för vilket {\displaystyle u_{1}=u_{2}=u}

## Aktionsturbiner och reaktionsturbiner

### Aktionsturbin
Den vanligaste typen av aktionsturbin är peltonturbinen. I den förs vattnet till det i luft roterande skovelhjulet genom ett cirkulärt munstycke. Vattenflödet anpassas till belastningsvariationerna genom att ändra diametern hos den infallande vattenstrålen, vilket åstadkommes medelst en förskjutning av munstyckets kägla (”nålen”). Munstycket och käglan utformas så att friktionsförlusterna blir minsta möjliga och en väl sammanhållen stråle bildas i käglans alla lägen. Vattenstrålens hastighet förblir i det närmaste oförändrat. Följden av det ovan sagda är att peltonturbinens verkningsgrad förblir ganska konstant (mellan 0,8 och 0,9) över ett brett belastningsområde (från 0,4 till full last).

### Reaktionsturbinen
Med den enklaste reaktionsturbinen (den roterande vattenspridaren) som utgångspunkt, kan man tänka sig en kontinuerlig ökning av antalet armar, vilket till slut leder till ett komplett hjul där vattenkanalerna begränsas av skovlar. Strömningen i skovelkanalerna kan i princip ske antingen radiellt utåt eller inåt mot hjulets centrum. Inåt riktat flöde tillåter en mera ändamålsenlig konstruktion, och därför används det mest. Det har tidigare sagts att i reaktionsturbiner undergår arbetsmediet en trycksänkning under sin passage mellan de roterande skovlarna. Som en följd härav måste dimensionerna väljas så att utrymmet mellan skovlarna blir fullständig fyllt av arbetsmediet, som således måste ledas till turbinhjulet och fördelas längs hela dess omkrets. Det är i spiralhuset, oftast placerat omedelbart utanför löphjulet som denna fördelning äger rum. I mindre anläggningar förekommer också den öppna uppställningen.